# Althea Gibson
Althea Neale Gibson (25. august 1927 – September 28, 2003) var en amerikansk tennisspiller og professionel golfspiller. I 1956 blev hun den første afroamerikaner, der vandt en Grand Slam-titel (de franske mesterskaber). Året efter vandt hun både Wimbledon og US Nationals (forløber for US Open), vandt derefter begge igen i 1958 og blev kåret som Årets kvindelige atlet af Associated Press i begge år. I alt vandt hun 11 Grand Slam-turneringer; fem singletitler, fem doubletitler og en mix-doubletitel. Gibson blev optaget i International Tennis Hall of Fame og International Women's Sports Hall of Fame. "Hun er en af de største spillere, der nogensinde har levet", sagde Bob Ryland, tidligere træner for Venus og Serena Williams. " Martina [Navratilova] kunne ikke røre hende. Jeg tror, hun ville slå Williams-søstrene."  I begyndelsen af 1960'erne blev hun også den første sorte spiller til at konkurrere på Women's Professional Golf Tour.
På et tidspunkt, hvor racisme og fordomme var udbredt i sport og i samfundet, blev Gibson ofte sammenlignet med Jackie Robinson. "Hendes vej til succes var en udfordrende vej", sagde Billie Jean King, "men jeg så hende aldrig falde tilbage."  "For alle var hun en inspiration på grund af det, hun var i stand til at gøre på et tidspunkt, hvor det var enormt svært overhovedet at spille tennis, hvis man var sort", sagde den tidligere New Yorks borgmester David Dinkins.  "Jeg er beæret over at have fulgt i så store fodspor", skrev Venus Williams. "Hendes præstationer satte scenen for min succes, og gennem spillere som mig selv og Serena og mange andre fremover, vil hendes arv leve videre." 

## Tidligt liv og uddannelse
Gibson blev født den 25. august 1927 i byen Silver i Clarendon County, South Carolina, af Daniel og Annie Bell Gibson, der arbejdede som forpagtere på en bomuldsfarm.  Den store depression ramte landmændene i det sydlige land hurtigere end det meste af landet,  så i 1930 flyttede familien til Harlem - som en del af den store migration- hvor Altheas tre søstre og bror blev født.  Deres lejlighed var placeret på en strækning på 143rd Street (mellem Lenox Avenue og Seventh Avenue), der var blevet udpeget til et Police Athletic League- legeområde; i dagtimerne var det spærret, så kvarterets børn kunne dyrke organiseret sport.   Gibson blev hurtigt dygtig til paddle-tennis, og i 1939, i en alder af 12, var hun New York City-mester i paddle-tennis.    Gibson forlod skolen i en alder af 13 og ved hjælp af de boksefærdigheder, som hendes far lærte hende, brugt hun sit liv på, hvad hun senere ville referere til som "gadekampe", pigebasketball og at se film. Efter at have droppet ud af skolen, var hun bange for sin fars voldelige opførsel, og hun boede nogen tid på et katolsk beskyttelseshjem for misbrugte børn. 
I 1940 lavede en gruppe af Gibsons naboer en indsamling for at finansiere et juniormedlemskab og undervisning i Cosmopolitan Tennis Club i Sugar Hill-delen af Harlem. I starten kunne Gibson ikke lide tennis, som var en sport, hun troede var for svage mennesker. "Jeg blev ved med at ville kæmpe mod den anden spiller, hver gang jeg begyndte at tabe en kamp."  I 1941 deltog hun i - og vandt - sin første turnering, American Tennis Association (ATA) New York State Championship.  Hun vandt det nationale ATA-mesterskab i pigedivisionen i 1944 og 1945, og efter at have tabt i kvindefinalen i 1946, vandt hun sin første af ti lige nationale ATA-kvindetitler i 1947.  "Jeg vidste, at jeg var en usædvanlig, talentfuld pige gennem Guds nåde," skrev hun. "Jeg behøvede ikke at bevise det over for mig selv. Jeg ville kun bevise det for mine modstandere." 
Gibsons ATA-succes tiltrak opmærksomheden hos Walter Johnson, en læge i Lynchburg, Virginia, som var aktiv i det afroamerikanske tennismiljø.  Gennem Johnson fik Gibson adgang til mere avanceret undervisning og vigtigere konkurrencer og senere til United States Lawn Tennis Association (USLTA, senere kendt som USTA).  I 1946 flyttede hun til Wilmington, North Carolina sponsoreret af en anden læge og tennisaktivist, Hubert A. Eaton  og begundte på den raceadskilte skole, Williston Industrial High School . I 1949 blev hun den første sorte kvinde, og den anden sorte atlet (efter Reginald Weir), til at spille i USTA's nationale indendørs mesterskaber, hvor hun nåede kvartfinalerne.  Senere samme år kom hun ind på Florida A&M University (FAMU) på et fuldt atletik stipendium  og var medlem af Beta Alpha-kapitlet i Alpha Kappa Alpha kvindeforeningen. 

## Amatør karriere
På trods af sit voksende ry som elitespiller, blev Gibson reelt udelukket fra at deltage i den førende amerikanske turnering, United States National Championships (nu US Open ) i Forest Hills. Mens USTA-reglerne officielt forbød racemæssig eller etnisk diskrimination, kvalificerede spillere sig til Nationals ved at samle point ved turneringer, hvoraf de fleste blev afholdt i klubber, der kun var for hvide personer.  I 1950 - som svar på intens lobbyisme fra ATA embedsmænd og pensioneret mester Alice Marble, der offentliggjorde et sønderlemmende åbent brev i magasinet American Lawn Tennis  - blev Gibson den første sorte spiller til at modtage en invitation til Nationals, hvor hun lavede hendes Forest Hills-debut få dage efter hendes 23-års fødselsdag.   Selvom hun tabte knebent i anden runde i en kamp i tre sæt til Louise Brough, den regerende Wimbledon -mester og tidligere US National-vinder, fik hendes deltagelse omfattende national og international dækning.   "Ingen negerspiller, hverken mand eller kvinde, har nogensinde sat sine ben på en af disse baner", skrev journalisten Lester Rodney dengang.
I 1951 vandt Gibson sin første internationale titel, de caribiske mesterskaber i Jamaica,  og blev senere samme år en af de første sorte konkurrenter ved Wimbledon, hvor hun blev besejret i tredje runde af Beverly Baker.  I 1952 blev hun rangeret som syvende bedste nationalt af USTA.  I foråret 1953 dimitterede hun fra Florida A&M og tog et job som underviser i idræt Lincoln University i Jefferson City, Missouri .  I løbet af sine to år på Lincoln blev hun kærester med en hærofficer, som hun aldrig navngav offentligt,  og hun overvejede at melde sig til Women's Army Corps, Det gjorde hun dog ikke, da det amerikanske udenrigsministerie sendte hende på en goodwill-turné i Asien i 1955 for at spille udstillingskampe med Ham Richardson, Bob Perry og Karol Fageros.  Mange asiatere i de lande de besøgte - Burma, Ceylon, Indien, Pakistan og Thailand - "følte en affinitet med Althea som en farvet kvinde og var glade for at se hende som en del af en officiel amerikansk delegation. Mens USA kæmpede med spørgsmålet om race, henvendte de sig til Althea for at få svar, eller i det mindste for at få et førstehåndsperspektiv."  Gibson forstærkede sin selvtillid umådeligt under den seks uger lange turné.  Da det var slut, forblev hun i udlandet og vandt 16 ud af 18 turneringer i Europa og Asien mod mange af verdens bedste spillere. 
I 1956 blev Gibson den første afroamerikanske atlet til at vinde en Grand Slam-turnering, det franske mesterskab. Hun vandt også doubletitlen, sammen med briten Angela Buxton.  Senere på sæsonen vandt hun Wimbledon-doubletitlen (igen med Buxton), de italienske mesterskaber i Rom, de indiske mesterskaber i New Delhi og det asiatiske mesterskab i Ceylon.  Hun nåede også kvartfinalen i single i Wimbledon og finalen i US Nationals, hvor hun tabte til Shirley Fry. 
Sæsonen i 1957 var med hendes egne ord "Althea Gibsons år".  I juli blev Gibson seedet først i Wimbledon – på det tidspunkt betragtet som "verdensmesterskabet i tennis" – og besejrede Darlene Hard i finalen om singletitlen.  Hun var den første sorte mester i turneringens 80-årige historie, og den første mester til at modtage trofæet personligt fra dronning Elizabeth II.  "At give hånd med Dronningen af England", sagde hun, "var noget helt andet end at blive tvunget til at sidde i den farvede del af bussen."  Hun vandt også double-mesterskabet for andet år i streg. Da hun vendte hjem blev Gibson kun den anden sorte amerikaner, efter Jesse Owens, der blev hædret med en ticker tape-parade i New York City, og borgmester Robert F. Wagner Jr. overrakte hende Bronze Medallion, byens højeste pris for civile.  En måned senere besejrede hun Brough iog vandt sit første amerikanske nationale mesterskab.  "At vinde Wimbledon var vidunderligt", skrev hun, "og det betød meget for mig. Men der er intet som at vinde mesterskabet i dit eget land."  I alt nåede hun finalen i otte Grand Slam-turneringer i 1957 og vandt Wimbledon- og US National-singletitlerne, Wimbledon- og australske double-mesterskaberne og Amerikansk mixed double og sluttede på andenpladsen i australske singler, amerikansk doubler og Wimbledon mix-double. Ved sæsonafslutningen brød hun endnu en barriere som den første sorte spiller på det amerikanske Wightman Cup-hold, der besejrede Storbritannien 6-1 . 
I 1958 forsvarede Gibson med succes sine Wimbledon- og US National-singletitler og vandt sit tredje Wimbledon-doublemesterskab i træk med en tredje partner. Hun var den nummer et-rangerede kvinde i verden  og i USA  i både 1957 og 1958, og blev kåret til Årets kvindelige atlet af Associated Press i begge år,  med mere end 80% af stemmerne i 1958.  Hun blev også den første sorte kvinde, der optrådte på forsiden af Sports Illustrated  og Time. 

## Professionel karriere
I slutningen af 1958, efter at have vundet 56 nationale og internationale single- og doubletitler, trak Gibson sig tilbage fra amatørtennis. Før Open Era var der ingen præmiepenge ved store turneringer. Spillere var begrænset til sparsomme udgiftsgodtgørelser, strengt reguleret af USTA. "Sandheden, for at sige det ligeud, er, at min økonomi var i hjerteskærende form", skrev hun. "At være dronningen af tennis er fint og godt, men du kan ikke spise en krone. Du kan heller ikke sende skattevæsenet en trone klippet til deres skatteformularer. Udlejeren og købmanden og skatteopkræveren er sjove på den måde: De kan lide kolde kontanter. . . Jeg hersker over en tom bankkonto, og jeg kommer ikke til at fylde den ved at spille amatørtennis."  Professionelle ture for kvinder var stadig 15 år væk, så hendes muligheder var stort set begrænset til salgsfremmende begivenheder. I 1959 skrev hun under på at spille en række udstillingskampe mod Fageros før Harlem Globetrotter basketballkampe.   Da touren sluttede, vandt hun single- og doubletitlerne ved Pepsi Cola World Pro Tennis Championships i Cleveland, men modtog kun $500 i præmiepenge. 
I denne periode forfulgte Gibson også sine langvarige ambitioner i underholdningsindustrien. Som en talentfuld vokalist og saxofonist – og andenpladsen i Apollo Theaters amatørtalentkonkurrence i 1943  – fik hun sin professionelle sangdebut ved WC Handys 84-års fødselsdagshyldest på [[Waldorf Astoria Hotel]] i 1957.  En direktør fra Dot Records var imponeret over hendes præstation og signede hende til at indspille et album. Althea Gibson Sings blev udgivet i 1959, og Gibson fremførte to af sine sange på The Ed Sullivan Show i maj og juli samme år, men salget var skuffende.  Hun optrådte som en berømthedsgæst i tv-panelshowet What's My Line? og blev castet som slavekvinde i John Ford-filmen The Horse Soldiers (1959), som var bemærkelsesværdig for hendes afvisning af at tale med den stereotype "negro"-dialekt, som manuskriptet havde påbudt.  Hun arbejdede også som sportskommentator, optrådte i trykte og tv-reklamer for forskellige produkter og øgede sit engagement i sociale spørgsmål og samfundsaktiviteter.  I 1960 blev hendes første erindringsbog, I Always Wanted to Be Somebody, skrevet med sportsforfatteren Ed Fitzgerald, udgivet. 
Hendes professionelle tenniskarriere gik dog ingen vegne. "Da jeg så mig omkring, så jeg, at hvide tennisspillere, hvoraf nogle jeg havde tæsket på banen, tog imod tilbud og invitationer", skrev hun. "Pludselig gik det op for mig, at mine triumfer ikke havde ødelagt de racemæssige barrierer én gang for alle, som jeg - måske naivt - havde håbet. Eller hvis jeg havde ødelagt dem, var de blevet rejst bag mig igen."  Hun bemærkede også, at hun gentagne gange søgte om medlemskab i All-England Club, baseret på hendes status som Wimbledon-mester, men aldrig blev accepteret. (Hendes doublepartner, Angela Buxton, som var jøde, blev også gentagne gange nægtet medlemskab.) 
I 1964, i en alder af 37, blev Gibson den første afroamerikanske kvinde til at deltage i Ladies Professional Golf Association (LPGA) tour.  Racediskrimination fortsatte med at være et problem: Mange hoteller udelukkede stadig farvede mennesker, og country club-embedsmænd i hele det sydlige - og nogle i nord - nægtede rutinemæssigt at tillade hende at konkurrere. Når hun konkurrerede, blev hun ofte tvunget til at klæde sig på til turneringer i sin bil, fordi hun blev udelukket fra klubhuset.  Selvom hun var en af LPGA's top 50 pengevindere i fem år og vandt en bil ved en Dinah Shore-turnering, oversteg hendes levetids golfindtjening aldrig mere end $25.000.  Hun fik det økonomiske til at køre rundt med forskellige sponsoraftaler og støtte fra sin mand, William Darben, bror til hendes bedste ven og medtennisspiller Rosemary Darben, som hun giftede sig med i 1965. (og blev skilt i 1976). 
Mens hun slog banerekorder under individuelle runder i flere turneringer, var Gibsons højeste placering på 27. pladsen i 1966, og hendes bedste turneringsafslutning var uafgjort på andenpladsen efter et tre-vejs playoff ved Len Immke Buick Open i 1970.  Hun trak sig tilbage fra professionel golf i slutningen af 1978-sæsonen.  "Althea kunne have været en rigtig spiller af betydning, hvis hun var startet, da hun var ung", sagde Judy Rankin. "Hun kom med i en svær tid i golf, fik støtte fra en masse mennesker og gjorde stille og roligt en forskel." 

## Efter pensionering
I 1976 kom Gibson til finalen i ABC-tv-programmet Superstars, hvor han sluttede som førsteplads i basketballskydning og bowling, og nummer to i softballkastning.  Med fremkomsten af den åbne æra begyndte hun igen at deltage i store tennisturneringer; men på det tidspunkt, i fyrrerne, var hun ude af stand til at konkurrere mod yngre spillere.  Hun forsøgte også et golf-comeback, i 1987 i en alder af 60, med det mål at blive den ældste aktive tour-spiller, men var ikke i stand til at genvinde sit tour-kort.  I en anden erindringsbog, So Much to Live For, formulerede hun sine skuffelser, herunder uopfyldte forhåbninger og andre professionelle muligheder og de mange forhindringer af alle slags, der blev kastet på hendes vej gennem årene. 
I 1972 begyndte hun at drive Pepsi Colas nationale mobile tennisprojekt, som bragte bærbare net og andet udstyr til underprivilegerede områder i større byer.  Hun drev adskillige andre klinikker og tennisopsøgende programmer i løbet af de næste tre årtier og trænede adskillige kommende spillere, herunder Leslie Allen og Zina Garrison. "Hun skubbede til mig, som om jeg var en professionel, ikke en junior", skrev Garrison i sin erindringsbog fra 2001. "Jeg skylder hende den mulighed, jeg fik." 
I begyndelsen af 1970'erne begyndte Gibson at lede sport og rekreation for kvinder for Essex County Parks Commission i New Jersey. I 1976 blev hun udnævnt til New Jerseys atletiske kommissær, den første kvinde i landet, der havde en sådan rolle, men trak sig efter et år på grund af manglende autonomi, budgetmæssigt tilsyn og tilstrækkelig finansiering. "Jeg ønsker ikke at være en galionsfigur," sagde hun.  I 1977 udfordrede hun den siddende Essex County State Senator Frank J. Dodd i det demokratiske primærvalg om hans sæde.  Hun kom på andenpladsen efter Dodd, men foran. Eldridge Hawkins. Gibson fortsatte med at lede Department of Recreation i East Orange, New Jersey. Hun arbejdede også i State Athletic Control Board og blev supervisor for guvernørens råd for fysisk fitness og sport.  I 1983 giftede hun sig med Sydney Llewellyn, hendes træner under hendes bedste tennisår. Det ægteskab endte også med skilsmisse efter fem år. hun fik ingen børn. 
I slutningen af 1980'erne fik Gibson to hjerneblødninger og i 1992 et slagtilfælde. Løbende lægeudgifter tømte hendes økonomiske ressourcer, hvilket gjorde, at hun ikke havde råd til sin husleje eller medicin. Selvom hun kontaktede flere tennisorganisationer og bad om hjælp, svarede ingen.  Den tidligere doublepartner Angela Buxton gjorde Gibsons situation kendt for tennismiljøet og rejste næsten 1 million dollars i donationer fra hele verden.  
I begyndelsen af 2003 overlevede Gibson et hjerteanfald, men døde den 28. september 2003 i en alder af 76 af komplikationer efter luftvejs- og blæreinfektioner. Hun blev begravet på Rosedale Cemetery i Orange nær hendes første mand, Will Darben.  

## Eftermæle
Der skulle gå 15 år, før en anden ikke-hvid kvinde – Evonne Goolagong, i 1971 – vandt et Grand Slam-mesterskab; og 43 år før en anden afroamerikansk kvinde, Serena Williams, vandt sit første af seks US Opens i 1999, ikke længe efter at have faxet et brev og en liste med spørgsmål til Gibson.  Serenas søster Venus vandt derefter titler ved Wimbledon og US Open i 2000 og 2001, hvilket gentog Gibsons præstation i 1957 og 1958.
Et årti efter Gibsons sidste triumf ved US Nationals blev Arthur Ashe den første afroamerikanske mand til at vinde en Grand Slam-singletitel ved 1968 US Open. Billie Jean King sagde: "Hvis det ikke havde været for [Althea], ville det ikke have været så nemt for Arthur, eller dem, der fulgte efter." 
I 1980 blev Gibson en af de første seks i International Women's Sports Hall of Fame, hvilket placerede hende på niveau med pionerer som Amelia Earhart, Wilma Rudolph, Gertrude Ederle, Babe Didrikson Zaharias og Patty Berg.  Andre hæderstitler omfattede National Lawn Tennis Hall of Fame, International Tennis Hall of Fame, Florida Sports Hall of Fame, Black Athletes Hall of Fame, Sports Hall of Fame of New Jersey, New Jersey Hall of Fame, den internationale Scholar-Athlete Hall of Fame og National Women's Hall of Fame.  Hun modtog en Candace Award fra National Coalition of 100 Black Women i 1988. 
I 1991 blev Gibson den første kvinde til at modtage Theodore Roosevelt Awarden, den højeste hæder fra National Collegiate Athletic Association; hun blev citeret for at "symbolisere de bedste kvaliteter af konkurrencedygtig ekspertise og god sportsånd og for hendes betydelige bidrag til at udvide muligheder for kvinder og minoriteter gennem sport."  Sports Illustrated for Women navngav hende til deres liste over de "100 største kvindelige atleter". 

I en 1977 historisk analyse af kvinder i sport skrev The New York Times klummeskribent William C. Rhoden:
Althea Gibson og Wilma Rudolph er uden tvivl de mest betydningsfulde atletiske kræfter blandt sorte kvinder i sportshistorien. Mens Rudolphs præstationer bragte mere synlighed for kvinder som atleter... Var Altheas resultater mere revolutionære på grund af den psykosociale indvirkning på det Sorte Amerika. Selv for de sorte, der ikke havde den mindste idé om, hvor eller hvad Wimbledon var, beviste hendes sejr, som Jackie Robinsons i baseball og Jack Johnsons i boksning, igen, at sorte, når de fik en mulighed, kunne konkurrere på ethvert niveau i det amerikanske samfund. 
Til åbningsaftenen af US Open2007, 50-årsdagen for hendes første sejr ved dets forgænger, de amerikanske nationale mesterskaber, blev Gibson optaget i US Open Court of Champions.   "Det var den stille værdighed, som Althea bar sig selv med i de turbulente dage i 1950'erne, der var virkelig bemærkelsesværdig," sagde USTA-præsident Alan Schwartz ved ceremonien:
[Hendes] arv... lever videre, ikke kun på stadionerne til professionelle turneringer, men også i skoler og parker i hele landet. Hver gang et sort barn eller et latinamerikansk barn eller et islamisk barn henter en tennisketcher for første gang, rører Althea et andet liv. Da hun begyndte at spille, var mindre end fem procent af nytilkomne tennisspillere minoriteter. I dag er omkring 30 procent minoriteter, hvoraf to tredjedele er afroamerikanere. Dette er hendes arv. 
Gibsons fem Wimbledon-trofæer vises på Smithsonian Institution's National Museum of American History.  Althea Gibson Cup seniorturneringen afholdes årligt i Kroatien i regi af det internationale tennisforbund (ITF).  Althea Gibson Foundation identificerer og støtter talentfulde golf- og tennisspillere, der bor i bymiljøer.  I 2005 gav Gibsons ven Bill Cosby Althea Gibson-stipendiet ved hendes alma mater, Florida A&M University. 
I september 2009 navngav Wilmington i North Carolina sit nye fælles tennisbaneanlæg "the Althea Gibson Tennis Complex i Empie Park".  Andre tennisfaciliteter, der er navngivet til hendes ære, kan findes ved Manning High School (nær hendes fødested i Silver, South Carolina),  Family Circle Tennis Center i Charleston, South Carolina,  Florida A&M University,  og Branch Brook Park i Newark, New Jersey.  I 2012 blev en bronzestatue, skabt af billedhuggeren Thomas Jay Warren,  dedikeret til hendes minde i Branch Brook Park.  I august 2013 udstedte United States Postal Service et frimærke til ære for Gibson, det 36. i sin Black Heritage-serie.  En dokumentar med titlen Althea, produceret til American Masters Serierne på PBS havde premiere i september 2015. 
I november 2017 indviede Paris' byråd Gymnase Althea Gibson, som er et offentligt multisportsgymnasium i Paris' 12. arrondissement. Det er beliggende på en gade opkaldt efter Gerty Archimede, som var den første sorte kvindelige advokat, der passerede Guadeloupe-baren i 1939, og den anden sorte kvinde valgt til den franske nationalforsamling i 1946. 
I 2018 stemte USTA enstemmigt for at rejse en statue til ære for Gibson på Flushing Meadows.  Statuen, skabt af billedhuggeren Eric Goulder og afsløret i 2019,  er kun det andet Flushing Meadows-monument opført til ære for en mester.  "Althea omorienterede verden og ændrede vores opfattelse af, hvad der er muligt," sagde Goulder. "Vi kæmper stadig. Men hun brød jorden." 
"Jeg håber, at jeg har opnået bare én ting," sagde hun i sin pensioneringstale fra 1958, "at jeg har været en ære for tennis og mit land."  "By all measures" lyder inskriptionen på hendes Newark-statue, "Althea Gibson nåede bestemt det mål." 

## Grand Slam finaler

### Single: 7 (5 titler, 2 andenpladser)
| Resultat | År   | Turnering                    | Overflade | Modstander         | Score         | Ref.    |
| -------- | ---- | ---------------------------- | --------- | ------------------ | ------------- | ------- |
| Vundet   | 1956 | franske mesterskaber         | Ler       | Angela Mortimer    | 6–0, 12–10    | [ 114 ] |
| Tabt     | 1956 | amerikanske mesterskaber     | Græs      | Shirley Fry        | 3–6, 4–6      | [ 115 ] |
| Tabt     | 1957 | australske mesterskaber      | Græs      | Shirley Fry Irvin  | 3–6, 4–6      | [ 116 ] |
| Vundet   | 1957 | Wimbledon                    | Græs      | Darlene Hard       | 6–3, 6–2      | [ 117 ] |
| Vundet   | 1957 | amerikanske mesterskaber     | Græs      | Louise Brough Klap | 6–3, 6–2      | [ 115 ] |
| Vundet   | 1958 | Wimbledon (2)                | Græs      | Angela Mortimer    | 8–6, 6–2      | [ 118 ] |
| Vundet   | 1958 | amerikanske mesterskaber (2) | Græs      | Darlene Hard       | 3–6, 6–1, 6–2 | [ 115 ] |

Note: (x) angiver antallet af hendes singletitler i turneringen på det indeværende tidspunkt.

### Double: 7 (5 titler, 2 andenpladser)
| Resultat | År   | Turnering                | Overflade | Partner       | Modstandere                                   | Score         | Ref.    |
| -------- | ---- | ------------------------ | --------- | ------------- | --------------------------------------------- | ------------- | ------- |
| Vundet   | 1956 | franske mesterskaber     | Ler       | Angela Buxton | Darlene Hard Dorothy Head Knode               | 6–8, 8–6, 6–1 | [ 22 ]  |
| Vundet   | 1956 | Wimbledon                | Græs      | Angela Buxton | Fay Muller Daphne Seeney                      | 6–1, 8–6      | [ 119 ] |
| Vundet   | 1957 | australske mesterskaber  | Græs      | Shirley Fry   | Mary Bevis Hawton Fay Muller                  | 6–2, 6–1      | [ 120 ] |
| Vundet   | 1957 | Wimbledon (2)            | Græs      | Darlene Hard  | Mary Bevis Hawton Thelma Coyne Long           | 6–1, 6–2      | [ 121 ] |
| Tabt     | 1957 | amerikanske mesterskaber | Græs      | Darlene Hard  | Louise Brough Klap Margaret Osborne duPont    | 2–6, 5–7      | [ 122 ] |
| Vundet   | 1958 | Wimbledon (3)            | Græs      | Maria Bueno   | Margaret Osborne duPont Margaret Varner Bloss | 6–3, 7–5      | [ 123 ] |
| Tabt     | 1958 | amerikanske mesterskaber | Græs      | Maria Bueno   | Darlene Hard Jeanne Arth                      | 6–2, 3–6, 4–6 | [ 122 ] |

Note: (#) angiver antallet doubletitler vundet i turneringen på det tidspunkt.

### Mixdouble: 4 (1 titel, 3 andenpladser)
| Resultat | År   | Turnering                | Overflade | Partner        | Modstandere                        | Score         | Ref     |
| -------- | ---- | ------------------------ | --------- | -------------- | ---------------------------------- | ------------- | ------- |
| Tabt     | 1956 | Wimbledon                | Græs      | Gardnar Mulloy | Shirley Fry Vic Seixas             | 6–2, 2–6, 5–7 | [ 124 ] |
| Tabt     | 1957 | Wimbledon                | Græs      | Neale Fraser   | Darlene Hard Mervyn Rose           | 4–6, 5–7      | [ 125 ] |
| Vundet   | 1957 | amerikanske mesterskaber | Græs      | Kurt Nielsen   | Darlene Hard Robert Howe           | 6–3, 9–7      | [ 126 ] |
| Tabt     | 1958 | Wimbledon                | Græs      | Kurt Nielsen   | Lorraine Coghlan Green Robert Howe | 3–6, 11–13    | [ 127 ] |

Skabelon:Performance key

## Eksterne links
- Althea Gibson at the International Tennis Federation
- Althea Gibson at the International Tennis Hall of Fame
- Althea Gibson på Internet Movie Database (engelsk)
- Althea Gibson på Find a Grave (engelsk)

Skabelon:Navboxes 